# Politicus

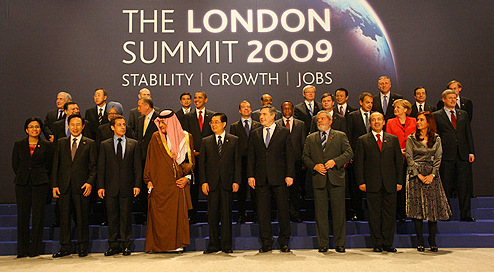
De G20-top in Londen in april 2009

Een politicus (meervoud: politici) of politica (vrouwelijk, meervoud: politica's) is een persoon die een ambt of functie in de politiek vervult. In figuurlijke zin is een politicus iemand die politiek handig, slim of met veel overleg te werk gaat.
Niet elk ambt of elke functie wordt hierbij als politieke functie gezien, dat is meestal het geval als de persoon beslissingen kan nemen of beïnvloeden.
In democratieën wordt de term meestal gehanteerd voor diegenen die een gekozen functie hebben of nastreven en de door hen gekozen dagelijkse bestuurders. De politicus wordt in het algemeen gekozen als lid van een politieke partij. Hij of zij dient dan de standpunten van de politieke partij uit te dragen, en de verwezenlijking van de doelstellingen van de partij na te streven. Hiernaast hebben politici soms binnen de partij de taak om mede de inhoud van het partijprogramma te bepalen. Behalve politici die vanuit een politieke partij gekozen worden, zijn er ook partijloze politici. In niet-democratische landen kan de functie verkregen zijn door een staatsgreep, verkiezingsfraude, verovering, of erfopvolging.
Sommige politici inspireren door hun uitgesproken stellingnames of door merkwaardigheden in hun media-optredens tot het bedenken van politieke bijnamen. Ook worden nieuwe maatschappelijke verschijnselen weleens genoemd naar de verantwoordelijke bestuurder. Voorbeelden hiervan zijn het tientje van Lieftinck, het kwartje van Kok, de zalmsnip, de zalmnorm, melkertbanen, vogelaarwijken en de balkenendenorm.